# NGC 4970
NGC 4970 (również IC 4196 lub PGC 45466) – galaktyka soczewkowata (S0), znajdująca się w gwiazdozbiorze Hydry. Odkrył ją William Herschel 26 marca 1789 roku.